# Memento Mori (álbum de Buck-Tick)
Memento Mori é o décimo sexto álbum de estúdio da banda japonesa de rock Buck-Tick, lançado em 18 de fevereiro de 2009 pela gravadora Ariola Japan em duas edições: limitada e regular. A edição limitada inclui um DVD bônus com um documentário sobre a gravação do álbum.
Memento Mori continuou o conceito de "musicalidade franca de uma banda" que o Buck-Tick iniciou em Tenshi no Revolver.

## Recepção
Alcançou a sétima posição nas paradas da Oricon Albums Chart, vendendo 23,410 cópias na primeira semana.
O portal de música japonesa JaME World comentou: "Memento Mori é sem dúvida um álbum sólido, mas azarado. [...] Entre os lançamentos de alto padrão do Buck-Tick, ele dificilmente se destaca."

## Faixas
| N.º            | Título                                                                        | Letras         | Música         | Duração |  |
| 1.             | "Makka na Yoru -Bloody-" (真っ赤な夜-Bloody-)                                 | Sakurai        | Imai           | 3:32    |  |
| 2.             | "Les Enfants Terribles"                                                       | Imai           | Imai           | 3:29    |  |
| 3.             | "Galaxy"                                                                      | Sakurai        | Imai           | 4:21    |  |
| 4.             | "Umbrella" (アンブレラ)                                                       | Imai           | Imai           | 4:24    |  |
| 5.             | "Katte ni Shiyagare" (勝手にしやがれ)                                         | Sakurai        | Hide           | 3:16    |  |
| 6.             | "Coyote"                                                                      | Sakurai        | Imai           | 4:34    |  |
| 7.             | "Message"                                                                     | Sakurai        | Hide           | 5:14    |  |
| 8.             | "Memento Mori"                                                                | Imai           | Imai           | 6:01    |  |
| 9.             | "Jonathan Jet-Coaster"                                                        | Sakurai        | Imai           | 3:57    |  |
| 10.            | "Suzumebachi" (スズメバチ)                                                    |                | Imai           | 4:24    |  |
| 11.            | "Lullaby-III"                                                                 | Sakurai        | Imai           | 4:13    |  |
| 12.            | "Motel 13"                                                                    | Sakurai        | Hide           | 4:14    |  |
| 13.            | "Serenade -Itoshi no Umbrella-Sweety-" (セレナーデ -愛しのアンブレラ-Sweety-) | Imai           | Imai           | 5:13    |  |
| 14.            | "Tenshi wa Dare da" (天使は誰だ)                                              | Imai           | Imai           | 5:02    |  |
| 15.            | "Heaven"                                                                      | Sakurai        | Imai           | 5:35    |  |
| Duração total: | Duração total:                                                                | Duração total: | Duração total: | 67:29   |  |

## Ficha técnica

### Buck-Tick
- Atsushi Sakurai - vocal
- Hisashi Imai - guitarra solo
- Hidehiko "Hide" Hoshino - guitarra rítmica, violão
- Yutaka "U-ta" Higuchi - baixo
- Toll Yagami - bateria
- produzido por Buck-Tick

### Músicos adicionais
- Kazutoshi Yokoyama - teclado e manipulação
- Satoshi Mishiba - órgão Hammond e piano (faixa 5 e 7)
- Yuiko Tsubokura - refrão (faixa 7)

### Produção
- Junichi Tanaka - co produção e direção
- Hitoshi Hiruma - gravação e mixação
- Ian Cooper - masterização
- Shigenobu Karube - produtor executivo
- Masashi Watanabe - promotor de vendas